# Mehadia
Mehadia – wieś w Rumunii, w okręgu Caraș-Severin, w gminie Mehadia. W 2011 roku liczyła 2325 mieszkańców. 